# Бондаренко Леонід Іванович
Бондаренко Леонід Іванович (нар. 7 листопада 1939, Носівка — пом. 8 листопада 2011) — український інженер.

## З життєпису
Доктор технічних наук з 1988 року, професор з 1991 року. Лауреат Державної премії УРСР в галузі науки і техніки (1984). Заслужений діяч науки і техніки України. Закінчив Горьківський політехнічний інститут. Працював на київських заводах «Ленінська кузня» та «Більшовик» інженером-конструктором.
Станом на 1984 — головний технолог — заступник головного інженера ВО «Більшовик».
У 1995—2001 рр. засновник і генеральний конструктор, Генеральний директор Державного науково-технічного центру артилерійсько-стрілецького озброєння. Під його керівництвом вперше в Україні розроблено та виготовлено артилерійські танкові гармати калібру 120—142 мм.

## Джерело
- Фурса В. М. «Славні імена Носівщини». — Ніжин: ТОВ "Видавництво «Аспект-Поліграф», 2009. — 200 с. : іл. ISBN 978-966-340-357-1

| Володимир Вернадський | Це незавершена стаття про українського науковця. Ви можете допомогти проєкту, виправивши або дописавши її. |